# Tampere Open 1993
Il Tampere Open 1993 è stato un torneo di tennis facente parte della categoria ATP Challenger Series nell'ambito dell'ATP Challenger Series 1993. Il torneo si è giocato a Tampere in Finlandia dal 12 al 18 luglio 1993 su campi in terra.

## Vincitori

### Singolare
Christian Ruud ha battuto in finale  Xavier Daufresne con il punteggio di 6–4, 6–3

### Doppio
David Engel /  Nicklas Utgren hanno battuto in finale  Saša Hiršzon /  Christian Ruud con il punteggio di 6–4, 7–5